# قائمة الزلازل في عام 2025
هذه قائمة تضم الزلازل التي حدثت في عام 2025. وتضم الزلازل التي بلغت قوتها 6 درجات أو أكثر فقط، ما لم تؤدي إلى أضرار جسيمة و/أو إصابات. تُدرج جميع التواريخ وفقًا للتوقيت العالمي المنسق UTC. تعتمد الكثافات القصوى على مقياس شدة ميركالي المعدل. تعتمد شدة الزلازل على بيانات من هيئة المسح الجيولوجي الأمريكية.

## مقارنة بالسنوات الأخرى
| الشدة   | 2015   | 2016   | 2017   | 2018   | 2019   | 2020   | 2021   | 2022   | 2023   | 2024   | 2025  |
| ------- | ------ | ------ | ------ | ------ | ------ | ------ | ------ | ------ | ------ | ------ | ----- |
| 8.0–9.9 | 1      | 0      | 1      | 1      | 1      | 0      | 3      | 0      | 0      | 0      | 0     |
| 7.0–7.9 | 18     | 16     | 6      | 16     | 9      | 9      | 16     | 11     | 19     | 10     | 4     |
| 6.0–6.9 | 127    | 131    | 104    | 118    | 135    | 111    | 141    | 117    | 128    | 89     | 27    |
| 5.0–5.9 | 1,413  | 1,549  | 1,446  | 1,671  | 1,484  | 1,314  | 2,055  | 1,599  | 1,633  | 1,408  | 491   |
| 4.0–4.9 | 13,776 | 13,700 | 11,541 | 12,785 | 11,899 | 12,513 | 15,069 | 14,022 | 14,451 | 12,668 | 4,010 |
| إجمالي  | 15,335 | 15,396 | 13,098 | 14,591 | 13,528 | 13,938 | 17,284 | 15,749 | 16,231 | 14,175 | 4,532 |

## حسب عدد القتلى
تتضمن القائمة التالية الزلازل التي أسفرت عن مقتل 10 أشخاص على الأقل.
| رتبة | عدد القتلى | الشدة | موقع                            | إم إم آي    | العمق (كم) | تاريخ   | مقالة              |
| ---- | ---------- | ----- | ------------------------------- | ----------- | ---------- | ------- | ------------------ |
| 1    | 5,413      | 7.7   | Myanmar ، ساجاينغ               | X ( متطرف ) | 10.0       | 28 مارس | زلزال ميانمار 2025 |
| 2    | 126–400    | 7.1   | China ، منطقة التبت ذاتية الحكم | IX ( عنيف ) | 10.0       | 7 يناير | زلزال التبت 2025   |

## حسب الشدة
تتضمن القائمة التالية الزلازل التي تبلغ قوتها 7.0 درجة على الأقل.
| رتبة | شدة | عدد القتلى | موقع                              | إم إم آي       | العمق (كم) | تاريخ    | حدث                |
| ---- | --- | ---------- | --------------------------------- | -------------- | ---------- | -------- | ------------------ |
| 1    | 7.7 | 5,413      | Myanmar ، ساجاينغ                 | X ( متطرف )    | 10.0       | 28 مارس  | زلزال ميانمار 2025 |
| 2    | 7.6 | 0          | Honduras ، جزر سوان قبالة سواحلها | V ( متوسط )    | 10.0       | 8 فبراير | -                  |
| 3    | 7.1 | 126–400    | China ، منطقة التبت ذاتية الحكم   | IX ( عنيف )    | 10.0       | 7 يناير  | زلزال التبت 2025   |
| 4    | 7.0 | 0          | Tonga ، هاباي البحرية             | السادس ( قوي ) | 29.0       | 30 مارس  | -                  |

## حسب الشهر

### يناير

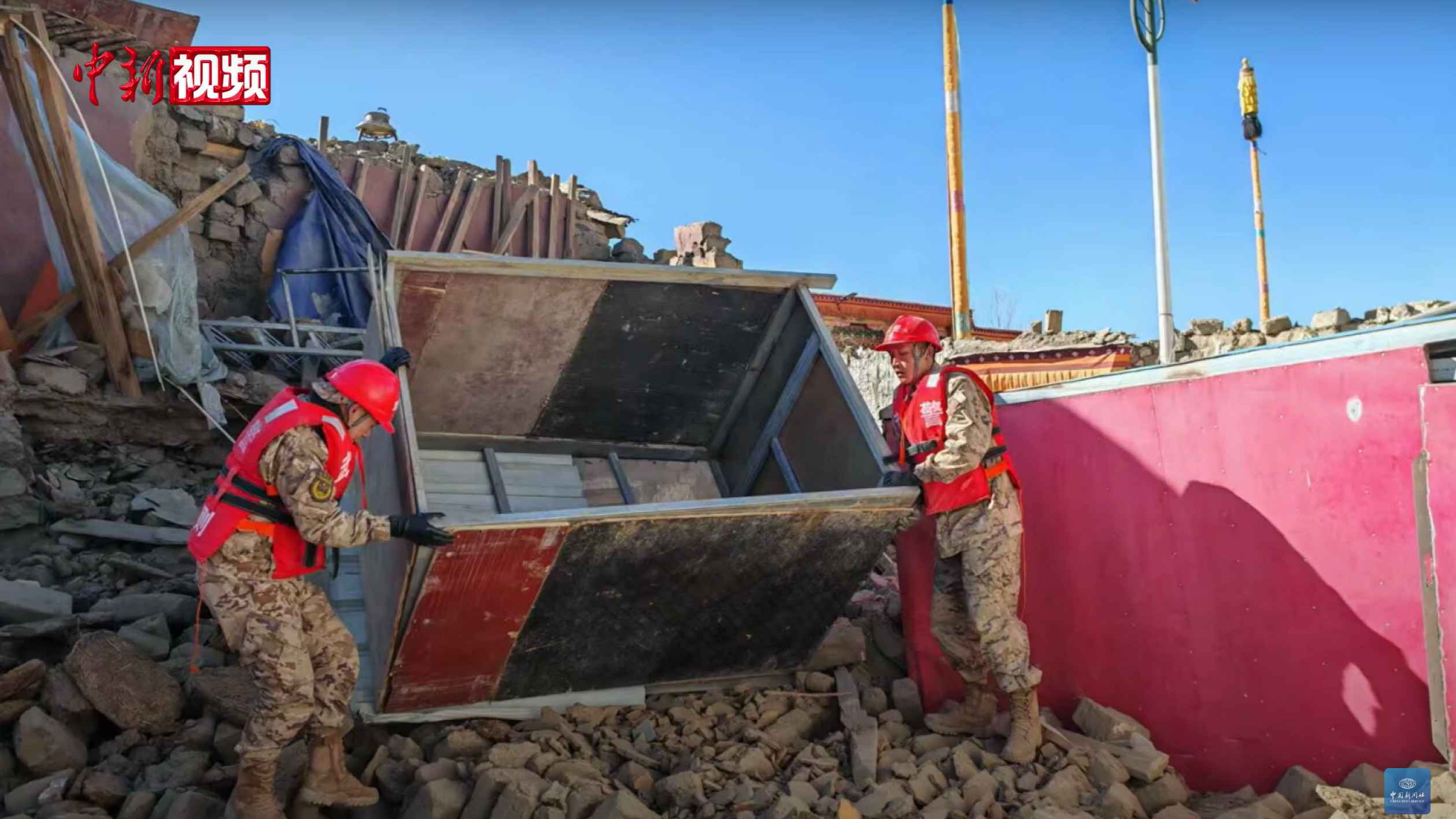
الشرطة المسلحة الشعبية تقوم بأعمال الإغاثة من الكوارث في التبت، الصين

| التاريخ | البلد والموقع                                                                            | الشدة Mw | العمق (كم) | مقياس ميركالي المعدل | ملاحظات | الضحايا | الضحايا |
| التاريخ | البلد والموقع                                                                            | الشدة Mw | العمق (كم) | مقياس ميركالي المعدل | ملاحظات | وفيات   | إصابات  |
| ------- | ---------------------------------------------------------------------------------------- | -------- | ---------- | -------------------- | --- | ------- | ------- |
| 1       | South Georgia and the South Sandwich Islands، جزر ساندويتش الجنوبية                      | 6.1      | 70.0       | IV                   | - | -       | -       |
| 2       | China, نينغشيا, 6 كـم (3.7 ميل) شمال وشمال غرب ينشوان                                    | 4.8      | 10.0       | VI                   | أصيب 6 أشخاص، وتضرر قرابة 7,599 مبنى وحدث اضطراب في حركة السكة الحديد في ينشوان. | -       | 6       |
| 2       | China, منغوليا الداخلية, 13 كـم (8.1 ميل) جنوب شرق ينشوان                                | 4.8      | 10.0       | VI                   | تعرض مبنى واحد لأضرار جسيمة، وتعرضت مباني أخرى في ينشوان لبعض الأضرار. | -       | -       |
| 2       | Chile، إقليم أنتوفاغاستا، 84 كـم (52 ميل) شمال وشمال غرب كالاما (تشيلي)                  | 6.1      | 99.0       | V                    | حدثت إنزلاقات أرضية، وانقطعت إمدادات الماء والكهرباء عن بعض المناطق. | -       | -       |
| 3       | Ethiopia، ولاية عفر، 45 كـم (28 ميل) شمال وشمال شرق أواش                                 | 5.5      | 10.0       | IX                   | لمعلوماتٍ أكثر: 2024–25 Ethiopian earthquakes | 2       | عديدة   |
| 4       | Ethiopia، ولاية عفر، 52 كـم (32 ميل) شمال أواش                                           | 5.7      | 8.0        | VIII                 | لمعلوماتٍ أكثر: 2024–25 Ethiopian earthquakes | 2       | عديدة   |
| 5       | El Salvador، إدارة لاباز (السلفادور)، 56 كـم (35 ميل) جنوب وجنوب شرق لا ليبرتاد ‏         | 6.2      | 46.0       | VI                   | أصيب شخصان، وتضرر أكثر من 10 منازل وعدة مباني وحدثت انزلاقات أرضية في منطقة سان سلفادور-أوسولوتان. | -       | 2       |
| 6       | Iran، فارس (محافظة)، 77 كـم (48 ميل) جنوب وجنوب غرب فيروز أباد (فارس)                    | 5.2      | 10.0       | VI                   | تدمر 200 منزل على الأقل، وتضرر قرابة 300 آخرين في منطقة مقاطعة فراشبند. | -       | -       |
| 7       | China، منطقة التبت ذاتية الحكم، 88 كـم (55 ميل) شمال شرق Lobuche, Nepal                  | 7.1      | 10.0       | IX                   | لمعلوماتٍ أكثر: 2025 Tibet earthquake | 126–400 | 351     |
| 7       | Indonesia، نوسا تنقارا الشرقية، 38 كـم (24 ميل) شمال وشمال غرب جزيرة كومودو              | 5.0      | 10.0       | V                    | انهار منزل واحد في منطقة بيما. | -       | -       |
| 9       | South Africa، خاوتينغ، 16 كـم (9.9 ميل) جنوب غرب Carletonville                           | 3.1      | 10.0       | -                    | توفي شخص وأصيب 20 آخروف إثر سقوط صخرة في منجم في منطقة Carletonville. | 1       | 20      |
| 12      | Mexico، ميتشواكان، 18 كـم (11 ميل) جنوب شرق Aquila                                       | 6.2      | 39.0       | VI                   | أصيب شخصان بسبب انهيار جدار في Chinicuila. تضرر أكثر من 25 منزلًا وعدة مباني في منطقة Apatzingán-Coalcomán-Tamazula de Gordiano. وأغلقت الانزلاقات الأرضية الطريق بين مدينة كوليما ومانزانيلو (المكسيك). | -       | 2       |
| 13      | Ecuador، مقاطعة غاياس، 16 كـم (9.9 ميل) جنوب شرق Eloy Alfaro                             | 5.0      | 90.6       | V                    | أصيب شخص وتضرر منزل في El Guabo. وتضضر أكثر من 141 مبني في منطقة Guayaquil. | -       | 1       |
| 13      | Japan، ميازاكي (محافظة)، 15 كـم (9.3 ميل) جنوب شرق ميازاكي (ميازاكي)                     | 6.8      | 39.0       | VI                   | أصيب 4 أشخاص في منطقة إيرا (اليابان)-Miyazaki-سايكي (أويتا). تضرر مبنيان ومواسير المياه والطرق، ولوحظ تكون تسونامي بارتفاع 20 سـم (7.9 بوصة) في محافظة ميازاكي.                                         | -       | 4       |
| 13      | China، منطقة التبت ذاتية الحكم، 70 كـم (43 ميل) شمال شرق Lobuche, Nepal                  | 5.0      | 10.0       | VI                   | بعد الهزات التي بلغت شدتها 7.1 في 7 يناير. تدمرت عدة منازل في Tingri County. | -       | -       |
| 13      | China، منطقة التبت ذاتية الحكم، 83 كـم (52 ميل) شمال شرق Lobuche, Nepal                  | 5.1      | 10.0       | V                    | بعد الهزات التي بلغت شدتها 7.1 في 7 يناير. تدمرت عدة منازل في Tingri County. | -       | -       |
| 13      | Iran، فارس (محافظة)، 73 كـم (45 ميل) شمال غرب مهر (إيران)                                | 4.6      | 10.0       | V                    | تضررت عدة منازل في عشر قرى في منطقة دهرم. | -       | -       |
| 14      | Indonesia، نوسا تنقارا الغربية، 41 كـم (25 ميل) جنوب وجنوب شرق Dompu                     | 4.7      | 13.2       | IV                   | تدمر منزل في بيما. | -       | -       |
| 16      | Indonesia، جاوة الشرقية، 37 كـم (23 ميل) جنوب وجنوب شق مجلس جيمبر ‏                       | 3.2      | 16.0       | -                    | تمدر منزل وتضؤؤ عدة منازل في مجلس جيمبر ‏. | -       | -       |
| 17      | Indonesia، جاوة الغربية، 21 كـم (13 ميل) شرق وجنوب شرق Palabuhanratu                     | 4.3      | 76.4       | IV                   | انهار منزل وتضرر عدة منازل في منطقة وصاية سوكابومي. | -       | -       |
| 19      | Portugal، الأزور، 4 كـم (2.5 ميل) شمال وشمال غرب Ribeirinha                              | 4.6      | 10.0       | VI                   | انهارت عدة جدران وتضررت عدة منازل في Terceira. | -       | -       |
| 20      | Taiwan، تاينان، 10 كـم (6.2 ميل) شمال شرق Yujing                                         | 6.0      | 16.0       | VI                   | لمعلوماتٍ أكثر: 2025 Tainan–Chiayi earthquake | -       | 50      |
| 22      | Philippines، Eastern Visayas، 3 كـم (1.9 ميل) غرب وشمال غرب سان فرانسيسكو لايتي الجنوبية | 5.7      | 9.0        | VII                  | أصيب 31 شخصًا، وتدمر 23 منزلًا وتضرر 947 منزلًا في لايتي الجنوبية. تضرر أحد الطرق وحدثت انزلاقات أرضية في منطقة Liloan-San Francisco-Saint Bernard.                                                        | -       | 31      |
| 23      | Philippines، شبه جزيرة زامبوانجا، 8 كـم (5.0 ميل) شرق وشمال شرق Siocon                   | 5.4      | 49.8       | V                    | أصيب 15 طالبًا، وتضرر 48 مبنى بما فيها مطار زامبوانجا الدولي وانقطعت الكهرباء في Siocon -مدينة زامبوانجا.                                                                                                | -       | 15      |
| 24      | Indonesia، سولاوسي الجنوبية الشرقية، 76 كـم (47 ميل) غرب كنداري                          | 4.8      | 10.0       | VI                   | تدمر منزلًا في East Kolaka Regency وتضررت مستشفى في Kolaka Regency. | -       | -       |
| 25      | Taiwan، تاينان، 11 كـم (6.8 ميل) شمال وشمال شرق Yujing                                   | 5.1      | 10.0       | VI                   | بعد الهزات التي بلغت شدتها 6.0 في 20 يناير. أصيب شخص في Nansi، وانهارت جدران في عدة منازل ومدارس وتضررت منازل أخرى وانقطعت الكهرباء في منطقة Dongshan.                                                  | -       | 1       |
| 25      | Taiwan، تاينان، 2 كـم (1.2 ميل) جنوب غرب Yujing                                          | 5.2      | 10.0       | VI                   | بعد الهزات التي بلغت شدتها 6.0 في 20 يناير. تدمر منزل في Nansi، وتضرر 10 منازل أخرى ومدرسة، وانقطعت الكهرباء في منطقة Dongshan.                                                                         | -       | -       |
| 27      | Poland، محافظة سيليزيا، 1 كـم (0.62 ميل) شرق Niedobczyce                                 | 3.1      | 10.3       | -                    | توفي شخص وأصيب 11 آخرون في منجم في Radlin. | 1       | 11      |
| 29      | Indonesia، سولاوسي الجنوبية الشرقية، 71 كـم (44 ميل) غرب كنداري                          | 5.0      | 10.1       | VII                  | تدمرت 3 منازل وتضرر 169 مبنى في East Kolaka Regency. | -       | -       |
| 30      | Taiwan، تاينان، 13 كـم (8.1 ميل) شرق وشمال شرق Yujing                                    | 5.1      | 10.0       | V                    | بعد الهزة التي بلغت شدتها 6.0 في 20 يناير. انهار جزء من واجهة مبنى وتضررت سيارتين في Tainan. | -       | -       |
| 31      | Ecuador، مقاطعة نابو، 32 كـم (20 ميل) غرب Archidona                                      | 5.5      | 8.0        | VI                   | نُقل 3 أشخاص للمستشفى، وتضرر 4 مباني وانقطعت الكهرباء في مناطق كيتو-تينا-El Chaco-Quijos. | -       | 3       |

### فبراير
| التاريخ | البلد والموقع                                                                           | الشدة Mw | العمق (كم) | مقياس ميركالي المعدل | ملاحظات | الضحايا | الضحايا      |
| التاريخ | البلد والموقع                                                                           | الشدة Mw | العمق (كم) | مقياس ميركالي المعدل | ملاحظات | وفيات   | إصابات       |
| ------- | --------------------------------------------------------------------------------------- | -------- | ---------- | -------------------- | --- | ------- | ------------ |
| 3       | Tunisia، ولاية سيدي بوزيد، 22 كـم (14 ميل) غرب المزونة                                  | 4.7      | 10.0       | VII                  | أصيب 3 أشخاص، وانهار سقف مصنع. وتضرر 5 مباني في المكناسي. | -       | 3            |
| 4       | Greece، جنوب إيجة، 17 كـم (11 ميل) شمال شرق فيرا (اليونان)                              | 5.3      | 16.2       | VII                  | وقعت أقوى هزة في سوارم. تدمرت بعض المباني القديمة وتساقطت صخور في سانتوريني.                                                                                                 | -       | -            |
| 8       | Honduras، جزر سوان، 208 كـم (129 ميل) جنوب وجنوب غرب جورج تاون (جزر كايمان)، جزر كايمان | 7.6      | 10.0       | V                    | تضررت بعض المباني وانقطعت الكهرباء عن أجزاء من Honduras و Belize. لوحظ تكون تسونامي بارتفاع 3-سنتيمتر-high (1.2 بوصة) في إيسلا موخيريس، Mexico.                              | -       | -            |
| 11      | Croatia، مقاطعة زادار، 6 كـم (3.7 ميل) شمال وشمال شرق Starigrad                         | 4.6      | 10.0       | V                    | أصيب بعض الأشخاص، وتضررت عدة منازل و3 كنائس في منطقة Posedarje-Vinjerac-Pag.                                                                                                 | -       | بعض الإصابات |
| 23      | Solomon Islands، محافظة تيموتو، 85 كـم (53 ميل) جنوب شرق لاتا، جزر سليمان ‏              | 6.0      | 36.0       | V                    | - | -       | -            |
| 25      | Indonesia، سولاوسي الشمالية، 45 كـم (28 ميل) شرق موديصي ‏                                | 6.1      | 21.7       | VI                   | تضرر 11 منزلًا وكنيسة في East Bolaang Mongondow Regency. | -       | -            |
| 27      | Poland، محافظة سيليزيا السفلى، 5 كـم (3.1 ميل) جنوب شرق Polkowice                       | 4.7      | 4.2        | V                    | أصيب شخص في منجم في Polkowice. | -       | 1            |
| 27      | Nepal، Bagmati، 11 كـم (6.8 ميل) جنوب وجنوب غرب Kodari                                  | 5.6      | 10.0       | VI                   | أصيب 6 أشخاص في منطقة Sindhupalchowk-مقاطعة دادينغ-كاتماندو، وتدمر منزلين وتضرر 5 آخرين في Sankhuwasabha؛ تدمر منزلًا وتضرر 3 منازل ومركزًا للشرطة في Sindhupalchowk District. | -       | 6            |

### مارس

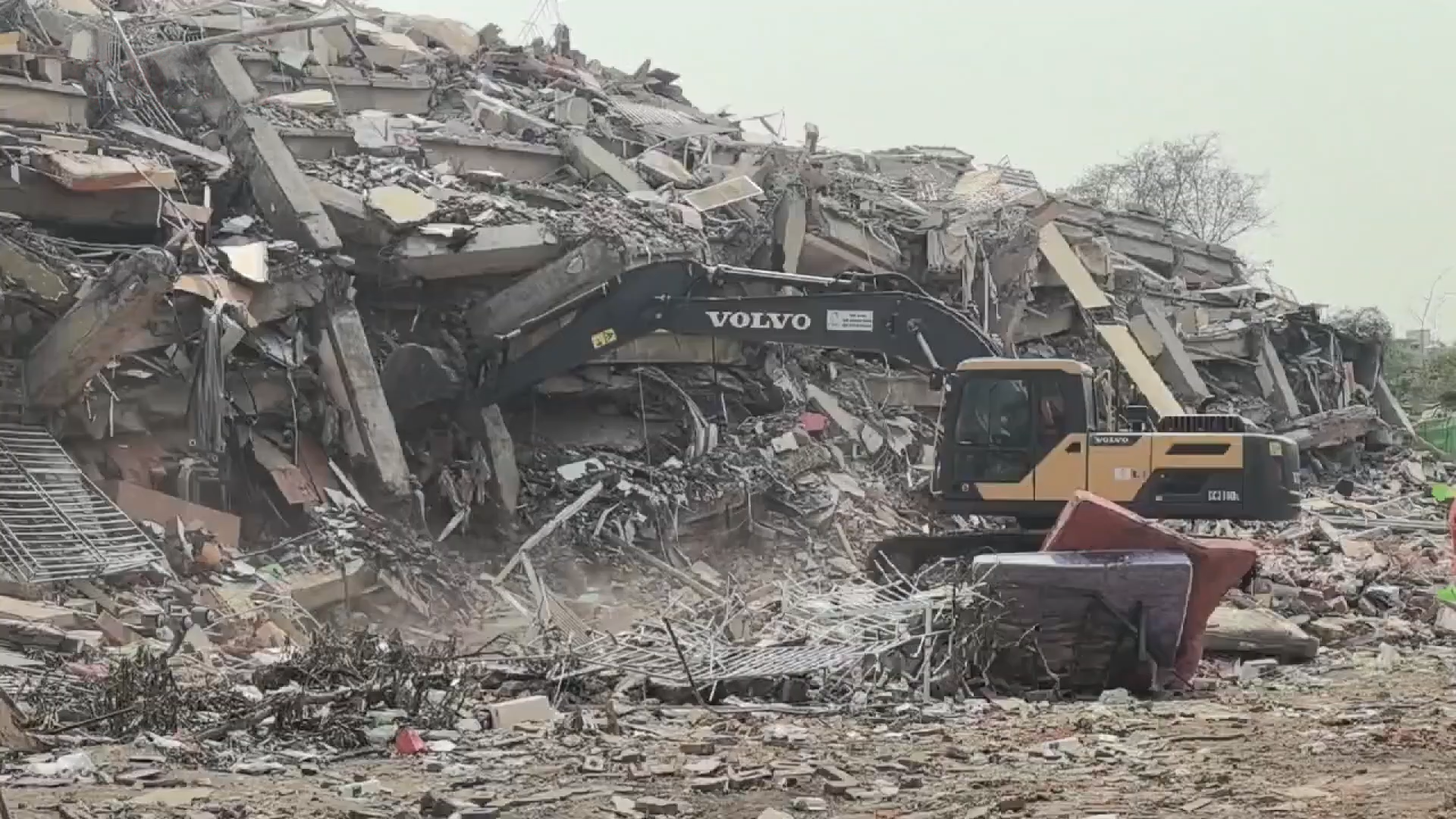
انهيار مبنى بسبب الزلزال في ماندالاي ، ميانمار.

| التاريخ | البلد والموقع                                                                | الشدة Mw | العمق (كم) | مقياس ميركالي المعدل | ملاحظات | الضحايا | الضحايا |
| التاريخ | البلد والموقع                                                                | الشدة Mw | العمق (كم) | مقياس ميركالي المعدل | ملاحظات | وفيات   | إصابات  |
| ------- | ---------------------------------------------------------------------------- | -------- | ---------- | -------------------- | --- | ------- | ------- |
| 4       | Philippines، Davao، 5 كـم (3.1 ميل) جنوب وجنوب غرب Magsaysay                 | 5.0      | 16.6       | VI                   | نُقل 10 طلاب للمستشفى وانقطعت الكهرباء في عدة مناطق في دافاو ديل سور.                                                                         | -       | 10      |
| 4       | Myanmar، منطقة أيياروادي، 14 كـم (8.7 ميل) شمال Maubin                       | 5.1      | 10.0       | VI                   | انهارت عدة منازل وباغودة وتضررت عدة مباني دينية في منطقة epicentral.                                                                         | -       | -       |
| 6       | Chile، إقليم أنتوفاغاستا، 98 كـم (61 ميل) جنوب كالاما (تشيلي)                | 6.0      | 96.0       | VI                   | تساقطت صخور وتضررت أسلاك الكهرباء في منجم في منطقة epicentral.                                                                               | -       | -       |
| 7       | Indonesia، سولاوسي الجنوبية، 80 كـم (50 ميل) شرق ماسامبا                     | 5.0      | 10.0       | VII                  | انهار مسجدًا، وتضرر مدرستين ومنزل في East Luwu Regency.                                                                                       | -       | -       |
| 7       | Philippines، Soccsksargen، 3 كـم (1.9 ميل) شمال وشمال غرب Banisilan          | 4.8      | 10.0       | VI                   | أصيب شخصان، وتدمر أكثر من 564 منزل وتضرر 69 مبنى في منطقة Wao.                                                                               | -       | 2       |
| 8       | Armenia، محافظة لوري، 4 كـم (2.5 ميل) شرق وشمال شرق Gogaran                  | 4.4      | 9.5        | VI                   | انهار منزل وتضرر مبنى في منطقة آرتيك-Spitak.                                                                                                 | -       | -       |
| 10      | Norway، سفالبارد ويان ماين، 34 كـم (21 ميل) شمال شرق أولونكينبين             | 6.5      | 10.0       | VIII                 | - | -       | -       |
| 11      | العراق، محافظة دهوك، 37 كـم (23 ميل) شرق تشوكورجه، تركيا                     | 4.6      | 10.0       | VI                   | تدمر 20 منزلًا على الأقل وتضررت عدة منازل أخرى في يوكسكوفا، تركيا.                                                                            | -       | -       |
| 12      | Kyrgyzstan، مقاطعة أوش، 3 كـم (1.9 ميل) غرب وشمال غرب مدينة أوش              | 4.6      | 10.0       | VI                   | انهار مبنى وتضرر 39 آخرين في منطقة Kara-Suu-Alay.                                                                                            | -       | -       |
| 12      | الهند، جزر نيكوبار                                                           | 6.0      | 23.0       | IV                   | - | -       | -       |
| 13      | Italy، كمبانية، 3 كـم (1.9 ميل) شرق وجنوب شرق باكولي                         | 4.2      | 10.0       | V                    | أصيب 11 شخصًا وتضررت عدة مباني من بينها كنيسة في منطقة نابولي.                                                                                | -       | 11      |
| 14      | Indonesia، جاوة الغربية، 55 كـم (34 ميل) غرب وجنوب غرب Palabuhanratu         | 4.9      | 63.7       | V                    | تدمر منزلًا في Lebak Regency. | -       | -       |
| 15      | Mexico، ولاية واهاكا، 5 كـم (3.1 ميل) شرق وجنوب شرق San Miguel Achiutla      | 5.6      | 63.6       | IV                   | أصيب 4 أشخاص وحدث تسرب للغاز في مدينة مكسيكو.                                                                                                | -       | 4       |
| 17      | Indonesia، سومطرة الشمالية، 43 كـم (27 ميل) شرق وشمال شرق سيبولغا            | 5.4      | 50.5       | V                    | توفي شخص، وأصيب شخص آخر وتدمر مبنيين وطُمر منزلين في انزلاقات أرضية، وتضرر 18 مبنى وأغلقت الانزلاقات الأرضية الطرق في North Tapanuli Regency. | 1       | 1       |
| 17      | Chile، إقليم كوكيمبو، 13 كـم (8.1 ميل) جنوب وجنوب شرق كوكيمبو                | 5.3      | 67.9       | V                    | انهار مبنى في منطقة لا سيريناوظهرت فجوة أرضية في منطقة Coquimbo.                                                                             | -       | -       |
| 20      | Iran، أصفهان، 30 كـم (19 ميل) غرب وشمال غرب أردستان                          | 4.8      | 10.0       | VII                  | انهار عدة منازل وخان وتضررت عدة منازل في منطقة نطنز.                                                                                         | -       | -       |
| 20      | Peru، إقليم أريكيبا، 6 كـم (3.7 ميل) جنوب غرب Madrigal                       | 4.6      | 10.0       | V                    | تدمر 20 منزلًا على الأقل، وتضرر 47 آخرين وكنيسة وتأثرت الطرق في منطقة Achoma-Lari-Maca.                                                       | -       | -       |
| 21      | Panama، محافظة تشيريكي، 123 كـم (76 ميل) جنوب وجنوب شرق Burica               | 6.2      | 10.0       | V                    | تضرر 13 مبنى على الأقل في Chiriquí بمحافظة هيريرا، و محافظة فيراغواس.                                                                        | -       | -       |
| 21      | United States، ألاسكا، 88 كـم (55 ميل) جنوب وجنوب شرق أداك (ألاسكا)          | 6.2      | 17.0       | IV                   | - | -       | -       |
| 25      | New Zealand، إقليم سوثلاند، 170 كـم (110 ميل) غرب ودنوب غرب ريفرتون أباريما ‏ | 6.7      | 21.0       | V                    | أضرار بسيطة في متحف Dunedin Gasworks Museum. لوحظ تسونامي بارتفاع 10 سـم (3.9 بوصة) في جنوب غرب فيوردلاند.                                   | -       | -       |
| 25      | Indonesia، جاوة الغربية، 76 كـم (47 ميل) جنوب وجنوب غرب Singaparna           | 4.6      | 68.5       | IV                   | تدمر منزلًا وتضرر 9 آخرون في Cipatujah. | -       | -       |
| 28      | central حيد وسط المحيط الأطلسي                                               | 6.1      | 10.0       | V                    | هزة بقوة 6.6 بعد 17 ساعة. | -       | -       |
| 28      | Myanmar، منطقة ساجينغ، 16 كـم (9.9 ميل) شمال وشمال غرب ساجينغ                | 7.7      | 10.0       | X                    | لمعلوماتٍ أكثر: 2025 Myanmar earthquake | 5,413   | 11,402  |
| 28      | Myanmar، منطقة ساجينغ، 18 كـم (11 ميل) جنوب ساجينغ                           | 6.7      | 10.0       | VIII                 | بعد هزة زلزال ميانمار 2025. تضررت منازل في ماندالاي و Sagaing.                                                                               | -       | -       |
| 28      | central حيد وسط المحيط الأطلسي                                               | 6.6      | 12.3       | VI                   | - | -       | -       |
| 30      | Indonesia، آتشيه، 12 كـم (7.5 ميل) جنوب باندا آتشيه                          | 5.1      | 10.0       | V                    | أصيب شخص في باندا آتشيه. | -       | 1       |
| 30      | Tonga، هاباي ‏، 61 كـم (38 ميل) جنوب وجنوب شرق Pangai                         | 7.0      | 29.0       | VI                   | لوحظ تسونامي بارتفاع 5 سـم (2.0 بوصة) في الوفي (نييوي)، نييوي وبارتفاع 1 سـم (0.39 بوصة) في نوكو ألوفا.                                      | -       | -       |
| 30      | Tonga، هاباي ‏، 72 كـم (45 ميل) جنوب وجنوب شرق Pangai                         | 6.2      | 17.0       | IV                   | بعد الهزة التي بلغت 7.0 بـ 3 ساعات. | -       | -       |
| 31      | Myanmar، منطقة ساجينغ، 9 كـم (5.6 ميل) غرب وشمال غرب ماندالاي                | 4.2      | 10.0       | IV                   | بعد زلزال ميانمار 2025. تدمرت عدة مباني. | -       | -       |

### أبريل
| التاريخ | البلد والموقع                                                                         | الشدة Mw | العمق (كم) | مقياس ميركالي المعدل | ملاحظات | الضحايا | الضحايا |
| التاريخ | البلد والموقع                                                                         | الشدة Mw | العمق (كم) | مقياس ميركالي المعدل | ملاحظات | وفيات   | إصابات  |
| ------- | ------------------------------------------------------------------------------------- | -------- | ---------- | -------------------- | --- | ------- | ------- |
| 2       | حيد المحيط الهادئ والقطب الجنوبي                                                      | 6.3      | 10.0       | -                    | - | -       | -       |
| 2       | Japan، كاغوشيما (محافظة)، 54 كـم (34 ميل) شرق وشمال شرق نيشينوموتي (كاغوشيما)         | 6.2      | 26.0       | V                    | - | -       | -       |
| 3       | حيد وسط المحيط الأطلسي                                                                | 6.9      | 10.0       | -                    | - | -       | -       |
| 4       | Nepal، Karnali، 32 كـم (20 ميل) شرق وشمال شرق Dailekh                                 | 4.9      | 10.0       | IV                   | أصيب 8 أشخاص، وتدمرت بعض المنازل وتدمرت منازل أخرى ومبانٍ حكومية في مناطق Jajarkot-Kalikot-West Rukum.                                  | -       | 8       |
| 4       | Papua New Guinea، East New Britain، 181 كـم (112 ميل) شرق وجنوب شرق كيمبي ‏            | 6.9      | 10.0       | VI                   | - | -       | -       |
| 10      | Indonesia، جاوة الغربية، 7 كـم (4.3 ميل) جنوب بوكور                                   | 3.9      | 10.0       | -                    | أصيب شخص وتدمر 4 منازل وتضرر 35 آخرين بما فيهم مدرسة في منطقة Bogor.                                                                   | -       | 1       |
| 12      | Papua New Guinea، محافظة أيرلندا الجديدة، 105 كـم (65 ميل) شرق وجنوب شرق Kokopo       | 6.1      | 62.0       | V                    | - | -       | -       |
| 13      | Myanmar، منطقة ماندالاي، 34 كـم (21 ميل) شمال وشمال شرق ميكتيلا ‏                      | 5.5      | 7.7        | VIII                 | بعد زلزال ميانمار 2025. انهارت عدة منازل ومباني وسد في منطقة ماندالاي-Tatkon.                                                          | -       | -       |
| 13      | Tajikistan، المقاطعات الخاضعة لسلطة الحكومة المركزية ‏، 36 كـم (22 ميل) شرق ناحية رشت ‏ | 5.8      | 8.0        | VIII                 | قُتل شخص وأصيب 16 آخرون، وتدمر 348 مبنى وتضرر 361 آخرين في منطقة Rasht-ناحية طاجيك آباد ‏.                                               | 1       | 16      |
| 13      | جنوب جزيرة فيجي                                                                       | 6.5      | 271.0      | III                  | - | -       | -       |
| 16      | حيد جنوب شرق المحيط الهندي                                                            | 6.6      | 10.0       | -                    | - | -       | -       |
| 16      | Mexico، ولاية خاليسكو، 5 كـم (3.1 ميل) شرق Zapotiltic                                 | 4.4      | 35.0       | V                    | انهارت عدة جدارن وتدمر منزلًا وتضرر 8 مباني وكنيسة وحدثت انزلاقات أرضية في منطقة El Poblado-توكسبان ‏.                                   | -       | -       |
| 18      | Japan، ناغانو (محافظة)، 1 كـم (0.62 ميل) شرق وشمال شرق أوماتشي (ناغانو)               | 5.2      | 10.0       | V                    | أصيب شخص في ياماغاتا ‏. وانهار بناء صخري وتضرر 10 منازل ومعبد في Ōmachi. وانقطعت الكهرباء عن 100 منزل في منطقة أوغاوا ‏-ناغانو (ناغانو). | -       | 1       |
| 21      | Iran، فارس (محافظة)، 42 كـم (26 ميل) شرق نور آباد                                     | 4.4      | 10.0       | V                    | أصيب 4 أشخاص وحدثت أضرار طفيفة في منطقة أردكان.                                                                                        | -       | 4       |
| 22      | Indonesia، سولاوسي الشمالية، 269 كـم (167 ميل) جنوب شرق Pondaguitan، الفلبين          | 6.2      | 117.8      | IV                   | - | -       | -       |
| 23      | تركيا، ولاية تكرطاغ، 21 كـم (13 ميل) جنوب شرق Marmara Ereğlisi                        | 6.2      | 10.0       | VII                  | لمعلوماتٍ أكثر: 2025 Istanbul earthquake                                                                                                | -       | 359     |